# 鳅两极虫
鳅两极虫（学名：Myxidium misgurni）为两极科两极虫属的动物。在中国，分布于湖北等，营寄生生活，寄生在泥鳅的肾。